# Duinwijck International 1980
Die Duinwijck International 1980 im Badminton fanden vom 9. bis zum 10. Februar 1980 in Haarlem statt.

## Finalresultate
| Disziplin    | Sieger                           | Finalist                    | Ergebnis          |
| ------------ | -------------------------------- | --------------------------- | ----------------- |
| Herreneinzel | Michael Schnaase                 | Nick Yates                  | 15-6, 15-4        |
| Dameneinzel  | Joke van Beusekom                | Barbara Beckett             | 11-6, 11-6        |
| Herrendoppel | Billy Gilliland Dan Travers      | Duncan Bridge Tim Stokes    | 3-15, 15-11, 15-6 |
| Damendoppel  | Marjan Ridder Joke van Beusekom  | Hanke de Kort Marja Ravelli | 15-7, 15-6        |
| Mixed        | Billy Gilliland Christine Heatly | Rob Ridder Marjan Ridder    | 15-3, 15-1        |